# Mike Marino
Mike Marino ist ein amerikanischer Maskenbildner.

## Leben
Ab 1999 lernte Marino unter dem mit Oscar ausgezeichneten Maskenbildner Dick Smith. Im Jahr 2013 gestaltete er das Halloweenkostüm für Heidi Klum. Im Jahr 2015 gründete er das FX-Unternehmen Prosthetic Renaissance, das er seitdem auch leitet. Verschiedentlich arbeitete er mit den Regisseuren Darren Aronofsky und Martin Scorsese zusammen. Marino wurde in der Kategorie bestes Make-up und beste Frisuren für Der Prinz aus Zamunda 2 und The Batman für den Oscar nominiert. Bei letzterem Film war er für die Maske von Colin Farrell zuständig, der den Pinguin verkörpert. Diese Arbeit inspirierte Farrell dazu die Spin-Off-Serie The Penguin für 2024 zu planen.

## Filmografie (Auswahl)
- 1999: Corruptor – Im Zeichen der Korruption
- 1999: Angel – Jäger der Finsternis
- 2000: Requiem for a Dream
- 2001: Hannibal
- 2001: Jay und Silent Bob schlagen zurück
- 2001: Campfire Stories
- 2002: Mr. Deeds
- 2002: Jackass: The Movie
- 2003: This Thing of Ours
- 2005: Headspace
- 2006: Kings of Rock – Tenacious D
- 2006: Beautiful Ohio
- 2007: Anamorph – Die Kunst zu töten
- 2007: Verwünscht
- 2008: Synecdoche, New York
- 2008: Der Love Guru
- 2008: The Wrestler – Ruhm, Liebe, Schmerz
- 2008: Return to Sleepaway Camp
- 2010: Blue Valentine
- 2010: Der letzte Gentleman
- 2010: Cop Out – Geladen und entsichert
- 2010: It’s Kind of a Funny Story
- 2010: Verrückt nach dir
- 2010: Black Swan
- 2010: The Tempest – Der Sturm
- 2010: All Beauty Must Die
- 2011: Der Biber
- 2011: Boardwalk Empire
- 2012: Men in Black 3
- 2012: Der Diktator
- 2012: The Place Beyond the Pines
- 2013: Movie 43
- 2013: After Earth
- 2013: Das erstaunliche Leben des Walter Mitty
- 2013: The Wolf of Wall Street
- 2014: Winter’s Tale
- 2014: Motel Room 13
- 2014: Lost River
- 2014: Erlöse uns von dem Bösen
- 2014: St. Vincent
- 2014: Nachts im Museum: Das geheimnisvolle Grabmal
- 2015: Focus
- 2015: Green Room
- 2015: American Ultra
- 2018: Piercing
- 2018: Gringo
- 2018: Deception – Magie des Verbrechens
- 2018: Gongjak
- 2018: Gotti
- 2018: Wolfsnächte
- 2018: Maniac
- 2019: True Detective
- 2019: The Dead Don’t Die
- 2019: Joker
- 2019: Der Distelfink
- 2019: The Irishman
- 2019: Vergiftete Wahrheit
- 2020: Greyhound – Schlacht im Atlantik
- 2020: The Undoing
- 2021: Der Prinz aus Zamunda 2
- 2021: The Many Saints of Newark
- 2022: The Batman
- 2024: A Different Man

## Auszeichnungen (Auswahl)
- 2012: Emmy-Nominierung in der Kategorie outstanding Prosthetic Makeup for a Series, Miniseries, Movie or a Special für Boardwalk Empire
- 2022: Oscar-Nominierung in der Kategorie bestes Make-up und beste Frisuren für Der Prinz aus Zamunda 2
- 2023: BAFTA-Nominierung in der Kategorie best Make Up & Hair für The Batman
- 2023: Oscar-Nominierung in der Kategorie bestes Make-up und beste Frisuren für The Batman
- 2025: Oscar-Nominierung in der Kategorie bestes Make-up und beste Frisuren für A Different Man